# Efektivna vrijednost električnog napona i struje
Pojam efektivne vrijednosti električnog napona i struje od temeljne je važnosti pri razmatranju rada i snage izmjeničnog električnog napona, odn. struje. 
Efektivna vrijednost napona i struje kvantitativno povezuje amplitudu i oblik izmjeničnog napona, odn. struje s veličinom rada i snage u električnim strujnim krugovima. 

## Rad i snaga u mehanici
Rad je u fizici definiran kao savladavanje sile na određenom putu. Ako je sila ne mijenja svoj iznos tijekom puta tada je ukupan rad određen kao:: 
{\displaystyle \!W=Fs,\,}
gdje je W rad, F sila, a s put na kojem je djelovala sila. Ako sila F tijekom svojeg djelovanja nije konstantna, tada je ukupan rad određen kao:
{\displaystyle \!W=\int _{s=0}^{s=s}F(s)ds,\,}
gdje je sila djelovala na putu od s=0 do s=s, a gdje je iznos sile u svakoj točki puta određen funkcijom F=F(s). Definiramo li snagu kao brzinu obavljanja rada, tada je prosječna snaga određena kao:
{\displaystyle \!P={\frac {W}{t}},\,}
gdje je W ukupan rad izvršen u vremenu t, a uz uvjet da je rad u svakom trenutku jednak. Ako, međutim, na tijelo djeluje promjenljiva sila tada niti rad u svakom trenutku ne će biti jednak, gdje možemo definirati trenutnu snagu sustava kao:
{\displaystyle \!P={\frac {dW}{dt}},\,}

## Rad i snaga u elektrostatici
Kako bi se električni naboj +q pomaknuo suprotno smjeru električnog polja konstantne jakosti, valja savladati odbojnu elektrostatsku silu i u tu svrhu uložiti odgovarajuću energiju, odn. izvršiti odgovarajući rad:
{\displaystyle \!W=Fs=Eqs=Uq\,}
gdje je W rad izvršen u električnom polju, F sila električnog polja koja djeluje na naboj, s pomak naboja protivno smjeru silnica električnog polja, E jakost električnog polja, a U razlika potencijala između točaka na putu s, od Us=0 do Us=s.

## Rad i snaga istosmjerne električne struje
Ako se naboj giba kontinuirano, odn. jednoliko tada možemo govoriti o istosmjernoj električnoj struji gdje je tada rad određen kao:
{\displaystyle \!W=UIt.\,}
Sada već možemo razmatrati strujni krug kojim teče struja I kroz neki otpornik otpora R tijekom vremena t. Ukupan rad izvršen nad elektičnim nabojima proteklim kroz otpor razmjeran je, dakle, jačini napona (pad napona na otporu), jačini struje kroz otpor i vremena u kojem je tekla električna struja. Razmatramo li utrošak energije u jedinici vremena, tada možemo za istosmjerne napone i struje definirati električnu snagu kao:
{\displaystyle \!P={\frac {W}{t}}=UI={\frac {U^{2}}{R}}=I^{2}R.\,}

## Rad i snaga izmjeničnog napona i struje
Pri prolasku izmjenične struje kroz razmatrano opterećenje otpora R, napon, odn. pad napona na otporu i električna struja koja teče kroz otpor mijenjaju se u svakom trenutku vremena. Ako vremenski period učinimo po volji kratkim tada je izvršen rad na otporu jednak:
{\displaystyle \vartriangle W=ui\vartriangle t={\frac {u^{2}}{R}}\vartriangle t=i^{2}R\vartriangle t,\,}
gdje su u, odn. i neke odgovarajuće trenutne vrijednosti napona, odn. struje izražene funkcijama u(t), odn. i(t). Međutim, kada: 
{\displaystyle \vartriangle t\to 0\,}
možemo zapisati da je ukupan rad u vremenu T jednak:
{\displaystyle \!W=\int _{t=0}^{t=T}{\frac {u^{2}(t)}{R}}dt=\int _{t=0}^{t=T}i^{2}(t)Rdt.}
Uvedimo sada pojam efektivne vrijednosti izmjeničnog napona, odn. struje kao onu vrijednost izmjeničnog napona, odn. struje koja bi na otporu R oslobodila istu energiju kao upravo jednaka vrijednost istosmjerne električne struje. 

### Rad i snaga izmjeničnog pravokutnog napona i struje
Razmotramo li pravokutni napon amplitude {\displaystyle \pm } Um, perioda T, nalazimo da je u vremenu od t=0 do t=T izvršen ukupan rad:
{\displaystyle \!W={\frac {U_{eff}^{2}}{R}}T=\int _{t=0}^{t=T}{\frac {u^{2}(t)}{R}}dt.}
Pomnožimo li jednakost s R nalazimo, redom:
{\displaystyle {\begin{aligned}U_{eff}^{2}T&=\int _{t=0}^{t=T}u^{2}(t)dt\\U_{eff}^{2}T&=\int _{t=0}^{t=T/2}U_{m}^{2}dt+\int _{t=T/2}^{t=T}(-U_{m})^{2}(t)dt\\U_{eff}^{2}T&=\int _{t=0}^{t=T/2}U_{m}^{2}dt+\int _{t=T/2}^{t=T}U_{m}^{2}(t)dt\\U_{eff}^{2}T&=U_{m}^{2}{\frac {T}{2}}+U_{m}^{2}T-U_{m}^{2}{\frac {T}{2}}\\U_{eff}^{2}T&=U_{m}^{2}T/(:T)\\U_{eff}^{2}&=U_{m}^{2}/^{(1/2)}\\U_{eff}&=U_{m},\end{aligned}}}
što znači da je efektivna vrijednost izmjeničnog napona pravokutnog oblika jednaka njegovoj maksimalnoj vrijednosti što se moglo i pretpostaviti. Jednako vrijedi i za pravokutni oblik izmjenične struje, gdje je efektivna vrijednost izmjenične struje pravokutnog oblika jednaka njezinoj maksimalnoj vrijednosti.

### Rad i snaga izmjeničnog sinusoidalnog napona i struje
Razmotramo li periodički promjenljiv napon:
{\displaystyle u(t)=U_{m}\sin(\omega t)\,}
odn. struju:
{\displaystyle i(t)=I_{m}\sin(\omega t)\,}
gdje su Um, odn. Im vršne vrijednosti (amplitude)  izmjeničnog napona, odn. struje, perioda T, nalazimo da je u vremenu od t=0 do t=T izvršen ukupan rad:
{\displaystyle \!W={\frac {U_{eff}^{2}}{R}}T=\int _{t=0}^{t=T}{\frac {u^{2}(t)}{R}}dt,} odn.
{\displaystyle \!W=I_{eff}^{2}RT=\int _{t=0}^{t=T}i^{2}(t)Rdt.}
Načinimo li izvod računa za, na primjer, izmjenični efektivni napon, pomnoživši jednakost s R nalazimo, redom:
{\displaystyle U_{eff}^{2}T=\int _{t=0}^{t=T}U_{m}^{2}\sin ^{2}(\omega t)dt}
{\displaystyle U_{eff}^{2}T=\int _{t=0}^{t=T}U_{m}^{2}{\frac {1}{2}}(1-\cos(2\omega t))dt}
{\displaystyle U_{eff}^{2}T={\frac {1}{2}}U_{m}^{2}\int _{t=0}^{t=T}dt-{\frac {1}{2}}U_{m}^{2}\int _{t=0}^{t=T}\cos(2\omega t)dt}
{\displaystyle U_{eff}^{2}T={\frac {T}{2}}U_{m}^{2}-{\frac {1}{2\omega }}U_{m}^{2}\int _{t=0}^{t=T}\cos(2\omega t)d(2\omega t)}
Kako je, međutim, vrijednost integrala cos(2ωt)d(2ωt) u naznačenim granicama jednaka nuli, može se zapisati da je, redom: 
{\displaystyle {\begin{aligned}U_{eff}^{2}T&={\frac {T}{2}}U_{m}^{2}/(:T)\\U_{eff}^{2}&={\frac {1}{2}}U_{m}^{2}/^{(1/2)}\\U_{eff}&={\frac {1}{\sqrt {2}}}U_{m},\end{aligned}}}
što znači da je efektivna vrijednost izmjeničnog sinusoidalnog napona jednaka približno: 
{\displaystyle U_{eff}=0,707U_{m},\,}
gdje bi se na jednak način pokazalo da je efektivna vrijednost izmjenične sinusoidalne struje približno jednaka:
{\displaystyle I_{eff}=0,707I_{m}.\,}

### Rad i snaga izmjeničnog pilastog napona i struje
Razmatramo li periodički promjenljiv pilasti napon vršne vrijednosti {\displaystyle \pm }
Um perioda T, u vremenu od t=0 do t=T izvršen je ukupni rad:
{\displaystyle \!W={\frac {U_{eff}^{2}}{R}}T=\int _{t=0}^{t=T}{\frac {u^{2}(t)}{R}}dt,}
Pomnožimo li jednakost s R i uzmemo li u obzir oblik pilastog napona nalazimo, redom:
{\displaystyle U_{eff}^{2}T=2\int _{t=0}^{t=T/2}{\Bigg (}U_{m}{\frac {t}{\frac {T}{2}}}{\Bigg )}^{2}dt}
{\displaystyle U_{eff}^{2}T=2\int _{t=0}^{t=T/2}U_{m}^{2}{\frac {4t^{2}}{T^{2}}}dt}
{\displaystyle U_{eff}^{2}T=8{\frac {U_{m}^{2}}{T^{2}}}\int _{t=0}^{t=T/2}t^{2}dt}
{\displaystyle U_{eff}^{2}T=8{\frac {U_{m}^{2}}{T^{2}}}\left.{\frac {t^{3}}{3}}\right\vert _{t=0}^{t=T/2}}
{\displaystyle U_{eff}^{2}T=8{\frac {U_{m}^{2}}{T^{2}}}{\frac {T^{3}}{3\cdot 8}}/:T}
{\displaystyle U_{eff}^{2}={\frac {U_{m}^{2}}{T^{3}}}{\frac {T^{3}}{3}}}
{\displaystyle U_{eff}^{2}={\frac {U_{m}^{2}}{3}}/^{(1/2)}}
{\displaystyle U_{eff}={\frac {U_{m}}{\sqrt {3}}},}
što znači da je efektivna vrijednost izmjeničnog napona pilastog oblika jednaka približno: 
{\displaystyle U_{eff}=0,577U_{m},\,}
gdje bi se na jednak način pokazalo da je efektivna vrijednost izmjenične struje pilastog oblika jednaka približno:
{\displaystyle I_{eff}=0,577I_{m}.\,}